# بريم داس راي
بريم داس راي (بالهندية: प्रेम दास राई)‏ (بالإنجليزية: Prem Das Rai)‏ هو سياسي هندي، ولد في 31 يوليو 1954 بدارجلينغ في الهند. حزبياً، نشط في Sikkim Democratic Front ‏. وقد انتخب عضو لوك سابها السادسة عشر ‏ عن دائرة دائرة سيكيم لوك سابها الإنتخابية وقد انضم خلال فترته النيابية ‏ للكتلة البرلمانية Sikkim Democratic Front ‏ وانتخب عضو لوك سابها ‏.